# Unhel
Unhel è una suddivisione dell'India, classificata come nagar panchayat, di 13.955 abitanti, situata nel distretto di Ujjain, nello stato federato del Madhya Pradesh. In base al numero di abitanti la città rientra nella classe IV (da 10.000 a 19.999 persone).

## Geografia fisica
La città è situata a 23° 19' 60 N e 75° 34' 0 E e ha un'altitudine di 494 m s.l.m..

## Società

### Evoluzione demografica
Al censimento del 2001 la popolazione di Unhel assommava a 13.955 persone, delle quali 7.117 maschi e 6.838 femmine. I bambini di età inferiore o uguale ai sei anni assommavano a 2.559, dei quali 1.275 maschi e 1.284 femmine. Infine, coloro che erano in grado di saper almeno leggere e scrivere erano 7.882, dei quali 4.901 maschi e 2.981 femmine.